# 백선기 (1955년)
백선기(白善基, 1955년 2월 18일~)는 대한민국의 정치인이다. 제42·43·44대 경상북도 칠곡군수이다.

## 학력
- 1967년 - 약목초등학교 졸업
- 1970년 - 청구중학교 졸업
- 1973년 - 순심고등학교 졸업
- 1988년 - 5년제 한국방송통신대학교 행정학 학사
- 2005년 - 경북대학교 행정대학원 지방자치학과 행정학 석사

## 경력
- 1975.6~1980.8 경상북도 칠곡군 약목면사무소
- 1980.8~2006.1 경상북도청
- 2006.1~2009.2 경상북도청 행정공보비서관
- 2009.2~2009.7 경상북도청 사회복지과 과장
- 2009.7~2011.1 경상북도청 자치행정과 과장
- 2011.1~2011.8 경상북도 청도군 부군수
- 2011.10~2022.6: 제42·43·44대(민선 5·6·7기) 경상북도 칠곡군수(3선, 자유한국당)
- 2020.09~2022.1: 전국시장·군수·구청장협의회 부회장 겸 지역공동회장 겸 경북 협의회장

## 역대 선거 결과
|  | 34.47% |

|  | 64.25% |

|  | 47.21% |

| 전임 장세호 (직무대행)이왕용 | 제42·43·44대 경상북도 칠곡군수 2011년 10월 27일~2022년 6월 30일 | 후임 김재욱 |